# Lauren Macuga
Lauren Macuga, född 4 juli 2002, är en amerikansk alpin skidåkare.

## Karriär
Vid VM 2025 i Saalbach-Hinterglemm tog Macuga brons i super-G.